# Achim Brankačk
Achim Brankačk (deutsch Achim Brankatschk; * 21. August 1926 in Merka; † 18. Februar 2013 in Kamenz) war ein sorbischer Lehrer, Chorleiter und Autor. 
Nach seinem Geschichts- und Englischstudium im polnischen Wrocław lehrte er an der Sorbischen Erweiterten Oberschule (später Sorbisches Gymnasium) in Bautzen. Dort war er langjähriger Leiter der 1. Sorbischen Kulturbrigade. Ebenso leitete er 47 Jahre lang den Radiborer Chor „Meja“.
Nach der politischen Wende war er Autor, Übersetzer und Herausgeber mehrerer Bücher, unter anderem über die sorbische Konzertorganistin Lubina Holanec-Rawpowa und den Komponisten Bjarnat Krawc sowie mehrerer sorbischer Gesangbücher.
Brankačk starb im Alter von 86 Jahren in einem Kamenzer Krankenhaus.